# 1988-as Superbike-világbajnokság
Az 1988-as Superbike-világbajnokság volt az első szezon a sportág történetében. Az április 3-án kezdődő és október 2-án végződő bajnokságot az amerikai Fred Merkel nyerte.

## Versenynaptár
|   | Dátum          | Helyszín           | Versenypálya | 1. verseny győztese | 2. verseny győztese | Összefoglaló |
| - | -------------- | ------------------ | ------------ | ------------------- | ------------------- | ------------ |
| 1 | Április 3.     | Egyesült Királyság | Donington    | Davide Tardozzi     | Marco Lucchinelli   | Összefoglaló |
| 2 | Április 30.    | Magyarország       | Hungaroring  | Fred Merkel         | Adrien Morillas     | Összefoglaló |
| 3 | Május 8.       | Németország        | Hockenheim   | Davide Tardozzi     | Davide Tardozzi     | Összefoglaló |
| 4 | Július 3.      | Ausztria           | Zeltweg      | Marco Lucchinelli   | Davide Tardozzi     | Összefoglaló |
| 5 | Augusztus 28.  | Japán              | Sugo         | Gary Goodfellow     | Mick Doohan         | Összefoglaló |
| 6 | Szeptember 4.  | Franciaország      | Le Mans      | Fabrizio Pirovano   |                     | Összefoglaló |
| 7 | Szeptember 11. | Portugália         | Estoril      | Davide Tardozzi     | Stéphane Mertens    | Összefoglaló |
| 8 | Szeptember 25. | Ausztrália         | Oran Park    | Mick Doohan         | Mick Doohan         | Összefoglaló |
| 9 | Október 2.     | Új-Zéland          | Manfeild     | Fred Merkel         | Stéphane Mertens    | Összefoglaló |

## Végeredmény

### Versenyzők
|    | Versenyző           | Gyártó   | Pontszám | Győzelmek |
| -- | ------------------- | -------- | -------- | --------- |
| 1  | Fred Merkel         | Honda    | 99       | 2         |
| 2  | Fabrizio Pirovano   | Yamaha   | 93.5     | 1         |
| 3  | Davide Tardozzi     | Bimota   | 91.5     | 5         |
| 4  | Stéphane Mertens    | Bimota   | 90.5     | 2         |
| 5  | Marco Lucchinelli   | Ducati   | 63       | 2         |
| 6  | Alex Vieira         | Honda    | 42       | 0         |
| 7  | Rob Phillis         | Kawasaki | 42       | 0         |
| 8  | Gary Goodfellow     | Suzuki   | 39.5     | 1         |
| 9  | Malcolm Campbell    | Honda    | 33.5     | 0         |
| 10 | Terry Rymer         | Honda    | 32.5     | 0         |
| 11 | Roger Burnett       | Honda    | 31.5     | 0         |
| 12 | Mick Doohan         | Yamaha   | 30       | 3         |
| 13 | Joey Dunlop         | Honda    | 30       | 0         |
| 14 | Eric Delcamp        | Kawasaki | 29.5     | 0         |
| 15 | Christophe Bouheben | Honda    | 28       | 0         |
| 16 | Adrien Morillas     | Kawasaki | 26.5     | 1         |
| 17 | Edwin Weibel        | Honda    | 23.5     | 0         |
| 18 | Jari Suhonen        | Yamaha   | 21       | 0         |
| 19 | Andy McGladdery     | Suzuki   | 18.5     | 0         |
| 20 | Anders Andersson    | Suzuki   | 18.5     | 0         |
| 21 | Robert Scolyer      | Honda    | 17.5     | 0         |
| 22 | Michael Dowson      | Yamaha   | 17       | 0         |
| 23 | Paul Iddon          | Yamaha   | 17       | 0         |
| 24 | Virginio Ferrari    | Honda    | 16       | 0         |
| 25 | Kenny Irons         | Honda    | 15.5     | 0         |
| 26 | Ernst Gschwender    | Suzuki   | 14.5     | 0         |
| 27 | Roger Marshall      | Suzuki   | 13       | 0         |
| 28 | Marino Fabbri       | Bimota   | 13       | 0         |
| 29 | Robert Dunlop       | Honda    | 12.5     | 0         |
| 30 | Tommy Douglas       | Yamaha   | 11       | 0         |
| 31 | Yukia Oshima        | Suzuki   | 9        | 0         |
| 32 | Renè Rasmussen      | Suzuki   | 9        | 0         |
| 33 | Kenihiro Iwahashi   | Honda    | 8.5      | 0         |
| 34 | Tadaaki Hanamura    | Honda    | 7.5      | 0         |
| 35 | Steve Williams      | Bimota   | 7        | 0         |
| 36 | Peter Rubatto       | Bimota   | 7        | 0         |
| 37 | Glenn Williams      | Ducati   | 7        | 0         |
| 38 | Andreas Hoffman     | Honda    | 7        | 0         |
| 39 | Mark Farmer         | Suzuki   | 6        | 0         |
| 40 | Mauro Ricci         | Ducati   | 6        | 0         |

### Gyártó
|   | Gyártó                    | Pont  |
| - | ------------------------- | ----- |
| 1 | Honda                     | 142   |
| 2 | Bimota                    | 132,5 |
| 3 | Yamaha                    | 114,5 |
| 4 | Kawasaki Heavy Industries | 91,5  |
| 5 | Ducati                    | 70    |
| 6 | Suzuki                    | 61    |